# 타트네프트
타트네프트(러시아어: Татнефть, 영어: Tatneft)는 러시아 타타르스탄 알메티옙스크에 본사를 두고 석유 탐사 및 채광, 정유 및 석유 제품 운송 등을 전문으로 하는 에너지 회사이다.